# Route nationale 660
Die Route nationale 660, kurz N 660 oder RN 660, war eine französische Nationalstraße, die von 1933 bis 1973 zwischen Bergerac und einer Straßenkreuzung mit der ehemaligen Nationalstraße 111 nördlich von Luzech verlief. Ihre Länge betrug 87 Kilometer.